# Volsínios

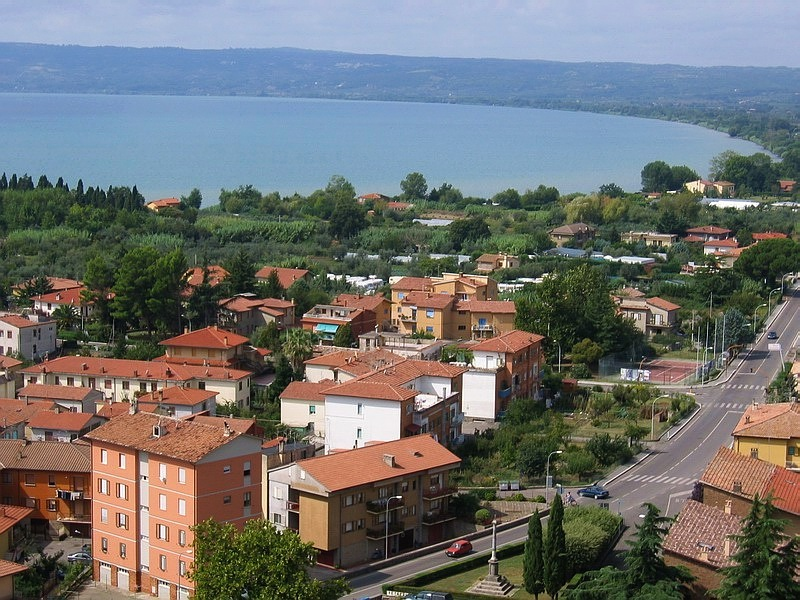
Bolsena, local da Volsínios romana.

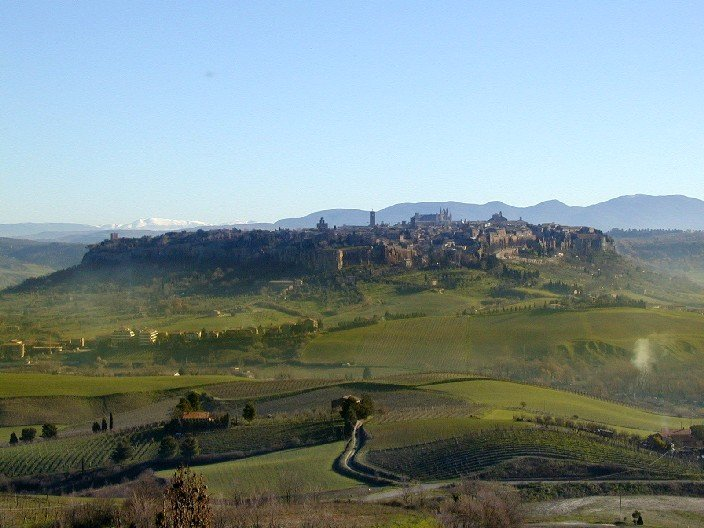
Orvieto, candidata à localização da Velzna etrusca.

Volsínios (em latim: Volsinii) ou Vulsínios (Vulsinii; em etrusco: Velzna ou Velusna; em grego antigo: Οὐολσίνιοι, transl. Uolsínii ou Οὐολσίνιον, Uolsínion), é o nome de duas cidades antigas da Etrúria, uma situada às margens do Lago Volsiniense (atual Lago de Bolsena), e a outra na Via Clódia, entre Clúsio (atual Chiusi) e Fórum dos Cássios (atual Vetralla). Uma era etrusca, e foi destruída pelos romanos em 264 a.C., depois de uma tentativa de revolta organizada por seus escravos; a segunda foi fundada pelos romanos com a população etrusca que havia sido resgatada das ruínas de sua antecessora.
A atual Bolsena, na Itália, é descendente direta da cidade romana. A localização exata da cidade etrusca ainda é discutida; Orvieto é uma forte candidata. Bolsena localiza-se a cerca de 14 quilômetros de Orvieto, e localiza-se no Lácio, enquanto Orvieto situa-se na região da Úmbria.